# Teorema di Guyon
Il teorema di Guyon si applica nell'ambito della precompressione. Permette il calcolo della posizione della curva delle pressioni nelle travature iperstatiche precompresse.

## Il teorema
La posizione della curva delle pressioni, in una trave continua, dipende dalla curvatura del cavo di precompressione nelle varie campate e dalla posizione dei punti di ancoraggio di esso.
La posizione della curva delle pressioni non cambia se si mantiene inalterata la curvatura del cavo di precompressione e si modificano solo i punti di passaggio sulle verticali degli appoggi intermedi.